# Peter Harder
Peter Harder (født 24. februar 1950) er en dansk sprogforsker og professor i engelsk sprog ved Københavns Universitet, hvor han blandt andet underviser i grammatik. Han har bidraget til udviklingen af Dansk Funktionel Lingvistik; blandt andet har han integreret semantikken i studiet af syntaks. Han har arbejdet med teoretisk lingvistik, kognitiv lingvistik og talehandlingsteori. Han er også kendt som offentlig debattør og modstander af politisk kontrol med universiteternes forskning. Han modtog i 1998 Einar Hansens Forskningspris. Han er endvidere medredaktør på lingvistik tidsskriftet Acta Linguistica Hafniensia.

## Udvalgte udgivelser
- (2010) Meaning in Mind and Society: A Functional Contribution to the Social Turn in Cognitive Linguistics. (Cognitive Linguistics Research). Berlin: Mouton de Gruyter. 528 pp.
- (2005) Elisabeth Engberg-Pedersen, Michael Fortescue, Peter Harder, Lars Heltoft, Michael Herslund & Lisbeth Falster Jakobsen: Dansk Funktionel Lingvistik - en helhedsforståelse af forholdet mellem sprogstruktur, sprogbrug og kognition. Københavns Universitet & RUC: København.
- (2003) The Status of Linguistic Facts: Rethinking the Relation between Cognition, Social Institution and Utterance from a Functional Point of View. Mind and Language 18, 1, 52-76
- (2003) Mental spaces: Exactly when do we need them? Cognitive Linguistics 14‑1, 91-96.
- (1999) "Partial Autonomy. Ontology and Methodology in Cognitive Linguistics", i Theo Janssen and Gisela Redeker (eds.), Cognitive Linguistics: Foundations, Scope and Methodology, Berlin/New York: Mouton de Gruyter, 195-222.
- (1999) "Function, Cognition and Layered Clause Structure", i Jens Allwood og Peter Gärdenfors (red.) Cognitive Semantics, Amsterdam/Philadelphia: John Benjamins. 37-66.
- Functional Semantics: A Theory of Meaning, Structure and Tense in English. (Trends in Linguistics: Studies and Monographs 87). Berlin/New York: Mouton de Gruyter. 586 pp.

## Eksterne links
- CV - Peter Harder Arkiveret 4. juni 2008 hos  Wayback Machine